# Galina Goluschko
Galina Wladimirowna Goluschko (russisch Галина Владимировна Голушко; * 26. Februar 1988) ist eine kasachische Biathletin.
Galina Goluschko bestritt ihre ersten internationalen Rennen bei den Juniorenweltmeisterschaften 2005 in Kontiolahti, bei denen sie 53. des Einzels, 48. des Sprints und 46. der Verfolgung sowie mit Olga Poltoranina und Irina Moschewitina Elfte mit der Staffel wurde. Ein Jahr später belegte sie in Presque Isle die Ränge 37 im Einzel, 40 im Sprint, 35 in der Verfolgung und mit Poltoranina und Moschewitina Neunte mit der Jugend-Staffel. Mit der Juniorenstaffel wurde sie Zehnte. In der Woche Saison 2006/07 nahm sie an mehreren Rennen des Junioren-Europacups teil. Höhepunkt der Saison wurden erneut die Junioren-Weltmeisterschaften in Martell. Goluschko bestritt alle Einzelrennen, kam aber nicht in der Staffel zum Einsatz. Mit den Rängen 25 im Einzel und 20 in Sprint und Verfolgung erreichte sie ihre im Schnitt besten Resultate in diesem Wettkampf. Ihre vierte Junioren-WM bestritt die Kasachin 2008 in Ruhpolding. Dort wurde sie 52. in Sprint und Verfolgung, erreichte aber im Einzel das Ziel nicht. Mit der Staffel wurde sie 13. Zum letzten Mal lief sie 2009 in Canmore bei einer Junioren-Weltmeisterschaft, bei der Goluschko im Einzel den 35. Platz belegte und im Sprint 19. sowie der Verfolgung 18. wurde. Mit der Staffel wurde sie Achte.
Erste internationale Meisterschaft bei den Frauen wurden die Biathlon-Weltmeisterschaften 2007 in Antholz. Goluschko kam in einem Rennen zum Einsatz und wurde 82. des Einzels. Zum Auftakt der Saison 2009/10 debütierte sie im IBU-Cup. Bei ihrem ersten Einzel in Idre wurde sie 81., im folgenden Sprint an selber Stelle verbesserte sie sich auf Rang 47. Eine Woche später gewann sie in Ridnaun als 32. eines Sprints erstmals Punkte. Es ist zudem bislang ihr bestes Resultat in der Rennserie. Es dauerte bis 2010, dass Goluschko in der Folgesaison zu weiteren internationalen Rennen kam. Nun konnte sie ihre ersten Rennen im Weltcup bestreiten. Bei den drei letzten Stationen des Weltcups kam sie jeweils in den Sprintrennen zum Einsatz. Während sie in Kontiolahti und am Holmenkollen als 82. und 89. noch weit die Verfolgungsränge verpasste, verpasste sie diese Ränge zum Saisonfinale in Chanty-Mansijsk nur knapp.

## Biathlon-Weltcup-Platzierungen
Die Tabelle zeigt alle Platzierungen (je nach Austragungsjahr einschließlich Olympische Spiele und Weltmeisterschaften).
- 1.–3. Platz: Anzahl der Podiumsplatzierungen
- Top 10: Anzahl der Platzierungen unter den ersten zehn (einschließlich Podium)
- Punkteränge: Anzahl der Platzierungen innerhalb der Punkteränge (einschließlich Podium und Top 10)
- Starts: Anzahl gelaufener Rennen in der jeweiligen Disziplin
- Staffel: inklusive Mixed- und Single-Mixed-Staffeln

| Platzierung              | Einzel | Sprint | Verfolgung | Massenstart | Staffel | Gesamt |
| ------------------------ | ------ | ------ | ---------- | ----------- | ------- | ------ |
| 1. Platz                 |        |        |            |             |         |        |
| 2. Platz                 |        |        |            |             |         |        |
| 3. Platz                 |        |        |            |             |         |        |
| Top 10                   |        |        |            |             |         |        |
| Punkteränge              |        |        |            |             |         |        |
| Starts                   | 1      | 3      |            |             |         | 4      |
| Stand: 19. November 2012 |        |        |            |             |         |        |

## Weblink
- Galina Goluschko in der Datenbank der IBU (englisch)

| Personendaten    | Personendaten                                    |
| ---------------- | ------------------------------------------------ |
| NAME             | Goluschko, Galina                                |
| ALTERNATIVNAMEN  | Golushko, Galina; Goluschko, Galina Wladimirowna |
| KURZBESCHREIBUNG | kasachische Biathletin                           |
| GEBURTSDATUM     | 26. Februar 1988                                 |